# Mihăești (okręg Ardżesz)
Mihăești – wieś w Rumunii, w okręgu Ardżesz, w gminie Mihăești. W 2011 roku liczyła 1367 mieszkańców.